# Regina Jawor
Regina Jawor (ur. 23 lutego 1917, zm. 10 lipca 2017 w Mikołajkach) – polska działaczka powojennego podziemia antykomunistycznego w ramach AK-WiN.

## Życiorys
Działała w AK-WiN, za co została aresztowana i osadzona w marcu 1946 wraz ze swoją córką na Zamku Lubelskim i zwolniona po roku uwięzienia w marcu 1947. Do 1950 za działalność konspiracyjną jej mąż więziony był w Zakładzie Karnym Wronki. W 2007 została odznaczona Krzyżem Kawalerskim Orderu Odrodzenia Polski za wybitne zasługi dla niepodległości Rzeczypospolitej Polskiej, za patriotyczną postawę i męstwo, natomiast w marcu 2017 wojewoda warmińsko-mazurski Artur Chojecki wręczył jej Medal „Obrońcy Ojczyzny 1939-1945”. Do śmierci mieszkała w Mikołajkach, gdzie w lutym 2017 obchodziła jubileusz stulecia urodzin.